# Bruno Zanchi
Bruno Zanchi, né le 10 novembre 1973, est un coureur cycliste italien. Spécialiste du VTT, il est notamment champion d'Europe de descente en 1999.

## Palmarès en VTT

### Championnats du monde
- Barga 1991
  -  Champion du monde de descente juniors
- Métabief 1993
  - 4e de la descente
- Lugano 2003
  - 24e de la descente

### Coupe du monde
Coupe du monde de descente
- 1995 : une victoire sur la manche d'Åre

### Championnats d'Europe
- La Bourboule 1991
  -  Champion d'Europe de descente juniors
- Klosters 1993
  -  Médaillé d'argent de la descente
- La Molina 1999
  -  Champion d'Europe de descente